# St Stephens, Launceston
St Stephens är en ort i civil parish Launceston, i distriktet Cornwall, i grevskapet Cornwall, i England. St Stephens var en civil parish fram till 1894 när blev den en del av St Stephens in Launceston Urban och St Stephens in Launceston Rural. Civil parish hade 1 107 invånare år 1891.